# Folgensbourg

Folgensbourg este o comună în departamentul Haut-Rhin din estul Franței. În 2009 avea o populație de 801 de locuitori.
Acest oraș se află în regiunea istorică și culturală din Alsacia.
Locuitorii săi sunt numiți Folgensburgers și Folgensburgers.

## Istorie

### Prima mențiune a satului
Prima mențiune a comunei datează din 1190 face parte din domnia ferretului, care trece în 1324 la Habsburgi.

### Castelul Folgensbourg
Într-adevăr, după cum sa menționat mai sus, un castel din Folgensbourg este citat în 1361; locația sa nu este cunoscută cu certitudine, dar ar fi putut fi ridicată într-un loc numit Zollbuchel unde există încă o movilă; această localitate ar fi una cu satul dispărut Munchendorf, menționat în secolele al XV-lea și al XVI-lea.

## Evoluția populației
Evoluția numărului de locuitori este cunoscută prin recensămintele populației desfășurate în comuna din 1793. Din 2006, populațiile legale ale comunelor sunt publicate anual de INSEE. Recensământul se bazează acum pe o colecție anuală de informații, care acoperă succesiv toate teritoriile municipale pe o perioadă de cinci ani. Pentru municipalitățile cu mai puțin de 10.000 de locuitori, se efectuează un sondaj de recensământ al întregii populații la fiecare cinci ani, populațiile legale ale anilor intermediari fiind estimate prin interpolare sau extrapolare. Pentru municipalitate, primul recensământ cuprinzător în cadrul noului sistem a fost realizat în 2006.
În 2015, municipalitatea avea 902 de locuitori, o creștere de 8,28% față de 2010 (Haut-Rhin: + 1,71%, Franța, cu excepția Mayotte: + 2,44%).
| An        | 1975 | 1982 | 1990 | 1999 | 2006 | 2009 |
| --------- | ---- | ---- | ---- | ---- | ---- | ---- |
| Populație | 600  | 590  | 581  | 633  | 727  | 801  |